# Phaneta
Phaneta es un género de polillas tortrícidas perteneciente a la tribu Eucosmini, de la subfamilia Olethreutinae, orden Lepidoptera. Fue descrito por Schaus en 1928.

## Especies
- Phaneta bimaculata Kuznetzov, 1966
- Phaneta nagaii Nasu, 2012
- Phaneta pauperana "Duponchel, in Godart", 1842